# Башня Курт-паши

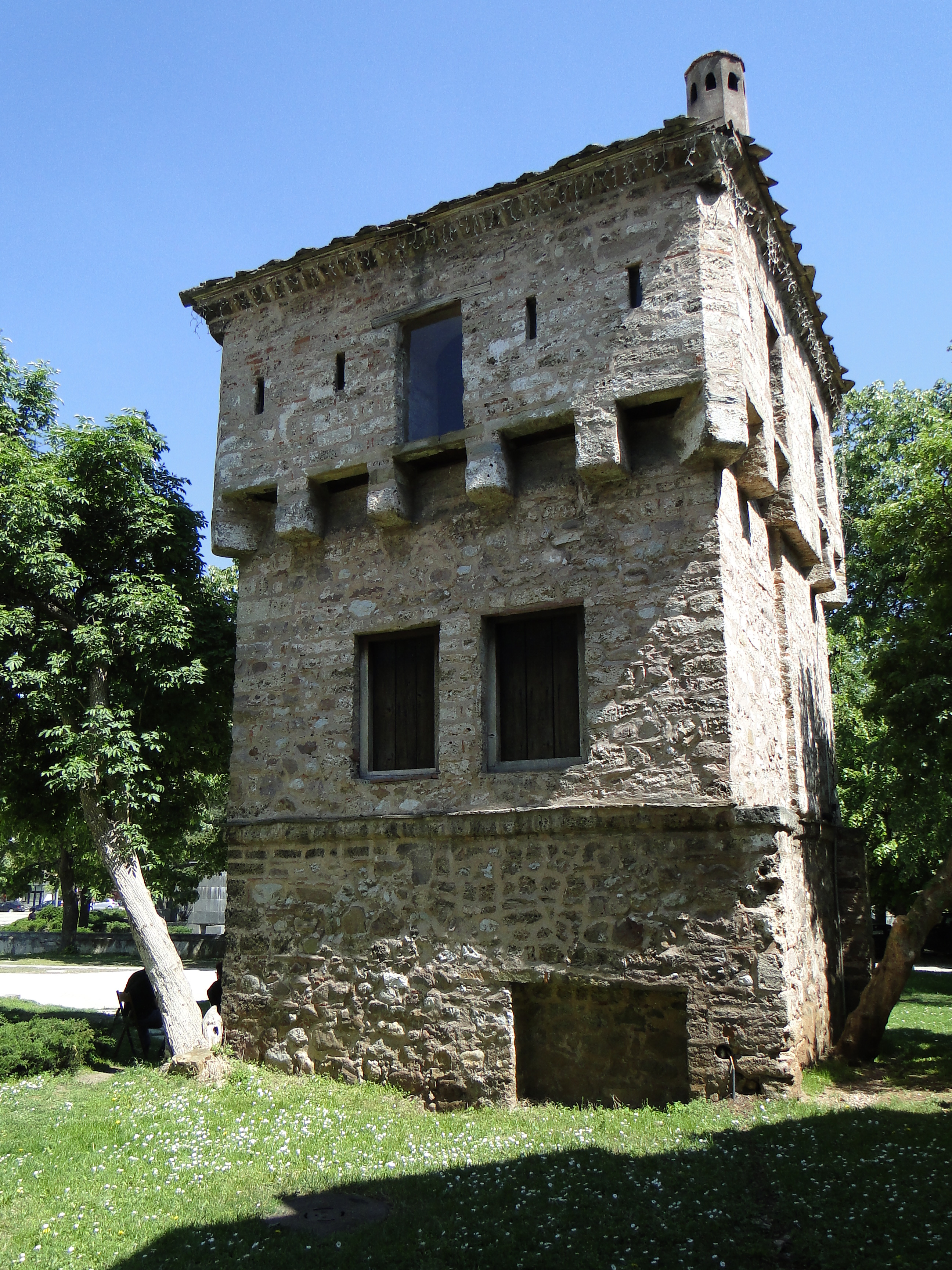
Башня Курт-паши

Башня Курт-паши (болг. Куртпашова кула) — оборонительная башня османской эпохи в городе Враца на северо-западе Болгарии. Построенная в XVII веке ныне она используется в качестве выставочного пространства и сувенирного магазина рядом с Региональным историческим музеем.
Как и другие башенные дома (кулы) на Балканах того времени, башня Курта-паши принадлежит к определённому типу пригодной для жилья оборонительной башни, распространившемуся в некоторых частях Балкан во время бурного и нестабильного периода в истории Османской империи в XVII веке. Башня Курт-паши была возведена местным феодалом того времени в качестве укреплённого жилища для своей семьи, известной как Куртпашовци. Согласно местной легенде, эта семья происходила из средневековой болгарской знати и, приняв ислам под властью Османской империи, сохранила свои местные владения.
Башня имеет квадратное основание размером 6 на 6 м и достигает 11 м в высоту. Она имеет четыре этажа, включая подвал и цокольный этаж. Два верхних этажа занимала семья владельца. При строительстве башни использовались деревянные балки, строительный раствор и камень, отделявший верхний этаж от нижнего, предотвращая тем самым возможные пожары. На верхнем этаже было проделано 12 прорезей для стрел, а также отверстия, предназначенные для обливания потенциального противника кипящей жидкостью. Эти отверстия располагались между консолями. Несмотря на то, что она меньше по размеру и менее древняя, чем близлежащая башня Межчиев, башня Курт-паши из-за отсутствия окон и характерной формы похожа на небольшую средневековую крепость.
В конце 2011 года башня Курта-паши подверглась незначительной реконструкции стоимостью 10 000 болгарских левов. Ныне на первом этаже башни расположились сувенирный магазин и выставочное пространство для экспонатов Регионального исторического музея Врацы. С начала 2012 по середину 2013 года башню посетили в общей сложности 40 000 человек.